# Nationalstraße 3 (Laos)
Die Nationalstraße 3 ist eine ökonomisch wichtige Verbindung im Norden von Laos zwischen China und Thailand. Die 242 Kilometer lange Strecke beginnt in Nateuy in der Provinz Luang Namtha, an der  Nationalstraße 13 in Laos. Weiter führt sie südwestlich über die Provinzhauptstadt Luang Namtha bis zur Provinzhauptstadt Ban Houayxay in der Provinz Bokeo am Fluss Mekong und endet am Grenzübergang auf der Vierten Thailändisch-Laotischen Freundschaftsbrücke. Vor allem China ist an verbesserten Verkehrswegen nach Südostasien interessiert und es finanziert mit Thailand zusammen den Hauptanteil in den Ausbau der Fernstraßen in Laos. Der laotische Abschnitt gehört zu den Kunming-Bangkok Expressway, der wiederum einen Teil des Asian Highway AH3 darstellt.